# 十二國記
《十二國記》是日本小說家小野不由美的奇幻小说系列，藉由日本女高中生捲入異世界的經過，帶出十二國興衰史，受日本、台灣等各地讀者矚目。日本版小說由講談社出版（X文庫系列及文庫版）。台灣中文版由尖端出版代理，動畫版由勝利國際多媒體代理。
自1991年推出的「魔性之子」（十二國記前傳），小野一直都有不定期推出新作。在2002年，小說由日本放送協會製作成動畫系列。另外十二國記也被先後製成Playstation 2遊戲《紅蓮之標 黃塵之路》和《赫赫王道 紅綠之羽化》。由KONAMI出版的《紅蓮之標 黃塵之路》是根據《月之影·影之海》製作的原創分歧故事。
《月之影·影之海》已翻譯成英文，由TOKYOPOP於2007年3月13日出版。根據Amazon.com的資料，《風之海·迷宮之岸》的英文版於2008年3月11日出版。
日本方面目前推出的最新作為2019年10月12日至11月9日出版的長篇小說《白銀之墟‧玄之月》（全四卷）。

## 故事設定
见十二国主页。

## 人物介紹
以下為各篇作品的主角：
- 《魔性之子》：泰麒 蒿里（高里要）
- 《月之影‧影之海》：景王 陽子
- 《風之海‧迷宮之岸》：泰麒 蒿里
- 《東之海神‧西之滄海》：延王 尚隆
- 《風之萬里‧黎明之空》：景王 陽子、海客 大木鈴、芳極國前公主 祥瓊
- 《圖南之翼》：供王 珠晶
- 《黃昏之岸‧曉之天》：戴極國瑞州師將軍 李齋
- 《華胥之幽夢》：

《冬榮》：泰麒 蒿里
《乘月》：芳極國惠州侯 月溪
《書簡》：雁州國大學學生 樂俊
《華胥》：才州國地官長 朱夏
《歸山》：奏南國王子 利廣
- 《漂舶》：延王 尚隆、延麒 六太
- 《丕緒之鳥》：

《丕緒之鳥》：慶東國羅氏 丕緒、景王 陽子
《落照之獄》：柳北國秋官 瑛庚
《青条の蘭》：雁州國地官跡人 標仲
《風信》：慶東國 蓮花
- 《白銀之墟‧玄之月》：泰麒 蒿里（高里要）、戴極國瑞州師將軍 李齋

## 小說列表
譯名、出版日期和ISBN以台灣中文版為準。
台灣新版順序有所調換。
| 書名                    | 日文版出版日期(X文庫系列) | 出版日期 (新版) | ISBN                            | 內容大要 |
| ----------------------- | ------------------------- | --------------- | ------------------------------- | --- |
| 魔性之子                | 1991年9月25日             | 2004年 2014年   | 957-10-2882-7 978-9-57-105711-8 | 少年泰麒高里流落日本的故事。十二國記的「前傳」。 |
| 月之影‧影之海（上）     | 1992年6月20日             | 2004年 2014年   | 957-10-2882-7 978-9-57-105658-6 | 景王陽子由蓬萊重回「常世」的故事。十二國記的開始。 |
| 月之影‧影之海（下）     | 1992年7月20日             | 2004年 2014年   | 957-10-2882-7 978-9-57-105659-3 | 景王陽子由蓬萊重回「常世」的故事。十二國記的開始。 |
| 風之海‧迷宮之岸（上）   | 1993年3月20日             | 2004年 2015年   | 957-10-2882-7 978-9-57-105941-9 | 泰麒年幼時流落蓬萊，後歸蓬山選王的故事。 |
| 風之海‧迷宮之岸（下）   | 1993年4月20日             | 2004年 2015年   | 957-10-2882-7 978-9-57-105941-9 | 泰麒年幼時流落蓬萊，後歸蓬山選王的故事。 |
| 東之海神‧西之滄海       | 1994年6月5日              | 2004年 2015年   | 957-10-2882-7 978-9-57-105879-5 | 延麒六太和延王尚隆在蓬萊的相識以及雁國元州侯叛亂的故事。 |
| 風之萬里‧黎明之空（上） | 1994年8月5日              | 2004年 2015年   | 957-10-2922-X                   | 景王陽子與兩位「年齡」相似而背負著沉重苦難的少女（芳國前公主祥瓊和海客鈴）因內亂而相識的故事。 |
| 風之萬里‧黎明之空（下） | 1994年9月5日              | 2004年 2015年   | 957-10-2923-8                   | 景王陽子與兩位「年齡」相似而背負著沉重苦難的少女（芳國前公主祥瓊和海客鈴）因內亂而相識的故事。 |
| 圖南之翼                | 1996年2月5日              | 2005年 2015年   | 957-10-2930-0                   | 供王珠晶昇山的故事。 |
| 黃昏之岸‧曉之天（上）   | 2001年5月15日             | 2005年          | 957-10-2943-2                   | 泰王泰麒因內亂而失踪，景王聯同各國營救流落蓬萊的泰麒的故事。 |
| 黃昏之岸‧曉之天（下）   | 2001年5月15日             | 2005年          | 957-10-2944-0                   | 泰王泰麒因內亂而失踪，景王聯同各國營救流落蓬萊的泰麒的故事。 |
| 華胥之幽夢              | 2001年9月5日              | 2005年 2015年   | 957-10-3014-7                   | 數個跟之前有關聯性的故事： - 冬榮：泰麒在戴國內亂前和眾人訪問漣國的故事。 - 乘月：芳國惠州侯月溪在推翻峰王後，芳國眾官希望月溪成為臨時國王的故事。 - 書簡：初登王位的景王陽子和好友樂俊的書信。 - 華胥：前代才國采王砥尚（諡號梧王）逐漸失道的故事。 - 歸山：風漢（延王尚隆）和利廣（奏國王子）在柳國再度相遇並探討王朝生死的故事。 |
| 丕緒之鳥                | 2013年7月1日              | 2015年          | 978-9-57-105994-5               | 短篇集： - 丕緒之鳥：描述慶國羅氏丕緒想藉由射禮傳遞信息給王的故事。 - 落照之獄：描述柳國秋官瑛庚在面對極其兇殘的犯人及柳國逐漸衰敗的故事。 - 青條之蘭：描述雁國地官為了挽救山裡得到疾病樹木的故事。 - 風信：因為予王而險遭驅離國境的女子蓮花，在遇到編寫年曆之人的故事。                                                            |
| 白銀之墟‧玄之月（一）   | 2019年10月12日            | 2020年2月5日    | 978-9-57-107296-8               | 延續黃昏之岸·曉之天及魔性之子劇情，驍宗失蹤後泰麒回歸戴國復興的故事。 |
| 白銀之墟‧玄之月（二）   | 2019年10月12日            | 2020年4月15日   | 978-4-10-124063-3               | 延續黃昏之岸·曉之天及魔性之子劇情，驍宗失蹤後泰麒回歸戴國復興的故事。 |
| 白銀之墟‧玄之月（三）   | 2019年11月9日             | 2020年7月30日   | 978-4-10-124064-0               | 延續黃昏之岸·曉之天及魔性之子劇情，驍宗失蹤後泰麒回歸戴國復興的故事。 |
| 白銀之墟‧玄之月（四）   | 2019年11月9日             | 2020年7月30日   | 978-4-10-124065-7               | 延續黃昏之岸·曉之天及魔性之子劇情，驍宗失蹤後泰麒回歸戴國復興的故事。 |

## 動畫版
動畫版主要改編了《月之影·影之海》、《風之海·迷宮之岸》、《風之萬里·黎明之空》、《東之海神·西之滄海》、《華胥之幽夢·書信、乘月》,於2002年4月9日於NHK BS2 衛星アニメ劇場首播。

### 工作人員
- 原作：小野不由美
- 原案：山田章博
- 監督：小林常夫、栗原ひばり（第40話）
- 人物設定：田中比呂人、楠本祐子
- 概念設計：森木靖泰、若林厚史（第1話－第18話）、宮川治雄（第5話－第45話）、清水惠子（第19話、第20話、第24話、第45話）
- 美術監督：東潤一
- 色彩設計：佐藤祐子
- 撮影監督：松本敦穗
- 編集：森田清次、山岸由佳、高山智江子等
- 音響監督：柏倉ツトム
- 音楽：梁邦彦
- 動畫製作：ぴえろ
- 動畫製作人：本間道幸、押切万耀等
- 製作人：末川研
- 共同製作：NHK企業股份有限公司、SOGOVISION
- 製作：NHK

### 各話標題
参看十二国记剧集列表

### 主要角色及聲優
- 每集的次回預告均由子安武人旁白。

| - 中嶋陽子：久川綾 - 杉本優香：石津彩 - 淺野郁也：上田祐司 - 景麒：子安武人 - 蒼猿：岡野浩介 - 樂俊：鈴村健一 - 尚隆：相澤正輝 - 六太：山口勝平 - 塙王：土師孝也 - 塙麟：佐佐木優子 - 予王舒覺：藤田淑子 - 舒榮：小山茉美 | - 泰麒：釘宮理惠 - 高里要：岡野浩介 - 汕子：勝生真沙子 - 蓉可： - 禎衛：豊口惠 - 碧霞玄君玉葉：津田匠子 - 犬狼真君（更夜）：石田彰 - 廉麟：冬馬由美 - 驍宗：藤原啟治 - 李齊：進藤尚美 - 景王陽子：久川綾 - 景麒：子安武人 - 杉本優香：石津彩 - 高里卓：阪口大助 | - 景王陽子：久川綾 - 景麒：子安武人 - 祥瓊：桑島法子 - 大木鈴：若林直美 - 遠甫：西村知道 - 浩瀚：乃村健次 - 柴望：堀川仁 - 桓魋：松本保典 - 虎嘨：西凜太郎 - 夕暉：野島健兒 - 蘭玉：川上倫子 - 桂桂：千葉千惠巳 - 月溪：田中正彥 - 供王珠晶：山崎和佳奈 - 供麒：大川透 - 清秀：平松晶子 - 梨耀：高山南 - 采王黃姑： - 采麟：淺野琉璃 - 天官長：清川元夢 - 秋官長：金月真美 - 淺野郁也：上田祐司 - 靖共：佐佐木誠二 - 呀峰：中田和宏 - 昇紘：大川透 - 樂俊：鈴村健一 - 尚隆：相澤正輝 - 六太：山口勝平 | - 尚隆：相澤正輝 - 六太：山口勝平 - 更夜：石田彰 - 斡由：大倉正章 - 院白澤：有本欽隆 - 驪媚：勝生真沙子 - 朱衡：家中宏 - 帷湍：寶龜克壽 - 成笙：真殿光昭 - 毛旋：肥後誠 - 景王陽子：久川綾 - 樂俊：鈴村健一 |

### 主題曲
- 片頭曲十二幻夢曲

作曲、編曲：梁邦彥
- 片尾曲月迷風影

作詞：北川惠子；作曲、編曲：吉良知彥；歌：有坂美香
- 片尾曲偲芳歌

歌：桑島法子
動畫公式集
十二國記Anime Official Guide（2004年10月13日，講談社） ISBN 4-06-334923-3
動畫劇本集
1. 《月之影 影之海》一章～七章（2002年8月2日，講談社） ISBN 4-06-255625-1
2. 《月之影 影之海》八章～終章（2002年9月5日，講談社） ISBN 4-06-255629-4
3. 《月之影 影之海》《書簡》（2003年9月5日，講談社） ISBN 4-06-255694-4
4. 《風之海 迷宮之岸》（2004年1月5日，講談社） ISBN 4-06-255703-7
5. 《風之萬里 黎明之空》《乘月》（2004年3月5日，講談社） ISBN 4-06-255717-7

### CD
- 月迷風影（有坂美香，2002年5月22日，Victor Entertainment）
- 十二幻夢組曲（梁邦彦，2002年7月24日，Victor Entertainment）
- 十二幻夢絵巻（梁邦彦，2002年10月23日，Victor Entertainment）
- 蓬山遠景 胡弓 Memories（梁邦彦，2003年6月21日，Victor Entertainment）
- 夜想月雫 Piano Memories（梁邦彦，2003年6月21日，Victor Entertainment）

### DVD
- 月之影 影之海DVDBOX
  - 月之影 影之海1（第1話、第2話）
  - 月之影 影之海2（第3話、第4話）
  - 月之影 影之海3（第5話－第7話）
  - 月之影 影之海4（第8話－第10話）
  - 月之影 影之海5（第11話－第13話）
  - 月之影 影之海總集篇
- 風之海 迷宮之岸DVDBOX
  - 風之海 迷宮之岸1（第15話－第17話）
  - 風之海 迷宮之岸2（第18話－第20話）
  - 東之海神 西之滄海1（第40話－第42話）
  - 東之海神 西之滄海2（第43話－第45話）
  - 轉章（第14話、第21話）
  - 風之海 迷宮之岸總集篇
- 風之萬里 黎明之空DVDBOX
  - 風之萬里 黎明之空1（第22話－第24話）
  - 風之萬里 黎明之空2（第25話－第27話）
  - 風之萬里 黎明之空3（第28話－第30話）
  - 風之萬里 黎明之空4（第31話－第33話）
  - 風之萬里 黎明之空5（第34話－第36話）
  - 風之萬里 黎明之空6（第37話－第39話）
  - 風之萬里 黎明之空總集篇

## Drama CD
- CD Book《東之海神 西之滄海》（1997年6月17日，講談社）。另附送小冊子，收錄小說外傳《漂舶》。

演出:
- - 尚隆：梁田清之
  - 六太：山口勝平
  - 更夜：石田彰
  - 斡由：松本保典
  - 驪媚：折笠愛
  - 朱衡：子安武人
  - 帷湍：關智一
  - 成笙：三木眞一郎
- 《魔性之子》Drama Album（1997年6月25日）
- 動畫外傳十二國記夢三章（2003年2月21日）
  - 第一章 八麒麟
  - 第二章 姊妹王
  - 第三章 半獸

## 動畫關聯書籍

### 動畫KC
1. 《月之影 影之海》一章～三章（2002年8月2日，講談社） ISBN 4-06-310156-8
2. 《月之影 影之海》四章～五章（2002年9月5日，講談社） ISBN 4-06-310157-6
3. 《月之影 影之海》六章～七章（2002年10月5日，講談社） ISBN 4-06-310158-4
4. 《月之影 影之海》八章～九章（2002年11月13日，講談社） ISBN 4-06-310159-2
5. 《月之影 影之海》十章～十一章（2002年12月25日，講談社） ISBN 4-06-310160-6
6. 《月之影 影之海》十二章～終章（2003年2月5日，講談社） ISBN 4-06-310161-4
7. 《風之海 迷宮之岸》一章～二章（2003年5月2日，講談社） ISBN 4-06-310162-2
8. 《風之海 迷宮之岸》三章～四章（2003年6月5日，講談社） ISBN 4-06-310163-0
9. 《風之海 迷宮之岸》五章～終章（2003年7月11日，講談社） ISBN 4-06-310182-7
10. 《書簡》《風之萬里 黎明之空》一章～二章（2003年11月21日，講談社） ISBN 4-06-310183-5
11. 《風之萬里 黎明之空》三章～五章（2004年1月23日，講談社） ISBN 4-06-310184-3
12. 《風之萬里 黎明之空》六章～八章（2004年3月17日，講談社） ISBN 4-06-310185-1
13. 《風之萬里 黎明之空》轉章～十章（2004年5月21日，講談社） ISBN 4-06-310186-X
14. 《風之萬里 黎明之空》十一章～十三章（2004年7月23日，講談社） ISBN 4063101908
15. 《風之萬里 黎明之空》十四章～終章（2004年10月13日，講談社） ISBN 4-06-310191-6

## 外部連結
- 十二國記官方網站
- 十二国記データベース（页面存档备份，存于）
- 动漫王朝--十二国记（页面存档备份，存于）
- 十二麒麟
- 小野不由美「十二国記」／新潮社公式（页面存档备份，存于）